# Robert Schütz
Robert Schütz (* 31. Januar 1967 in Krefeld) ist ein ehemaliger deutscher Eishockeyspieler, der unter anderem für den EC Ratingen in der Bundesliga aktiv war. Seit 2018 ist er Nachwuchstrainer beim Krefelder EV.

## Karriere
Nach Anfängen beim KTSV Preussen durchlief Robert Schütz die Nachwuchsmannschaften des Krefelder EV. Als U16- und U20-Spieler wurde er in die Nachwuchsnationalmannschaften des Deutschen Eishockey-Bundes berufen. Sein Debüt im Herrenbereich gab der Verteidiger in der Saison 1984/85 in der 2. Bundesliga, in der anschließend auch er den Großteil seiner Karriere verbrachte. Als Stammspieler etablieren konnte er sich aber erst nach dem Wechsel zum EC Ratingen im Jahr 1987. Nach zwei Jahren in Ratingen spielte innerhalb von drei Spielzeiten für fünf unterschiedliche Vereine: EHC Essen-West, Grefrather EC, ECD Sauerland und EC Bad Nauheim. Nach einer weiteren Saison in Essen kehrte er im Jahr 1993 zum EC Ratingen zurück und absolvierte dort sein einziges Bundesliga-Jahr. Anschließend lief er die Schalker Haie, den EV Duisburg und vier Jahre lang für den Gelsenkirchener EC auf, ehe er seine aktive Karriere im Jahr 2000 beendete.
Seit 2017 ist er Nachwuchstrainer bei seinem Heimatverein und betreut dort hauptsächlich die U15-Mannschaft.

## Karrierestatistik
(Legende zur Spielerstatistik: Sp oder GP = absolvierte Spiele; T oder G = erzielte Tore; V oder A = erzielte Assists; Pkt oder Pts = erzielte Scorerpunkte; SM oder PIM = erhaltene Strafminuten; +/− = Plus/Minus-Bilanz; PP = erzielte Überzahltore; SH = erzielte Unterzahltore; GW = erzielte Siegtore; 1 Play-downs/Relegation; Kursiv: Statistik nicht vollständig)

## Familie
Robert Schütz ist der Zwillingsbruder des ehemaligen Eishockeyschiedsrichters Richard Schütz.